# 老松克博
老松 克博（おいまつ かつひろ、1959年 - ）は、日本のユング心理学者・精神科医・ユング派分析家・臨床心理士。学位は、医学博士（鳥取大学）。大阪大学大学院人間科学研究科教授。

## 来歴
1959年鳥取県米子市に生まれる。1984年鳥取大学医学部医学科卒業。
1992-1995年、チューリッヒ・ユング研究所に留学。鳥取大学医学部助手、大阪大学助教授を経て現職（臨床心理学）。アクティヴ・イマジネーションの積極的な紹介者である。

## 著書
- 『漂泊する自我 日本的意識のフィールドワーク』新曜社 1997
- 『スサノオ神話でよむ日本人 臨床神話学のこころみ』講談社選書メチエ 1999
- 『アクティヴ・イマジネーション ユング派最強の技法の誕生と展開』誠信書房 2000
- 『サトル・ボディのユング心理学』トランスビュー 2001
- 『無意識と出会う (アクティヴ・イマジネーションの理論と実践 1)』トランスビュー 2004
- 『成長する心 (アクティヴ・イマジネーションの理論と実践 2)』トランスビュー 2004
- 『元型的イメージとの対話(アクティヴ・イマジネーションの理論と実践 3) 』トランスビュー 2004
- 『ユング的悩み解消術 実践!モバイル・イマジネーション 』平凡社新書、2011
- 『人格系と発達系 〈対話〉の深層心理学』講談社選書メチエ 2014

## 翻訳
- 生命はその生涯を描く 重病の子どもが描く自由画の意味 スーザン・バッハ 角野善宏共訳 誠信書房 1998
- ユングという名の<神> 秘められた生と教義 リチャード・ノル 新曜社 1999
- 「私」を見つける心理テスト ウォッチワード・テクニックの世界 マイケル・ダニエルス 創元社 2000
- アクティヴ・イマジネーションの世界 内なるたましいとの出逢い バーバラ・ハナー 角野善宏共訳 創元社 2000
- 自己愛障害の臨床 見捨てられと自己疎外 カトリン・アスパー 創元社 2001
- 絵が語る秘密 ユング派分析家による絵画療法の手引き グレッグ・M.ファース 角野共訳 日本評論社 2001
- ユングの生涯とタオ デイヴィッド・ローゼン 監訳 創元社 2002
- クンダリニー・ヨーガの心理学 ユング 創元社 2004
- ユングとサールズ セジウィック 織田尚生共訳 金剛出版 2009
- 哲学の木 ユング 工藤昌孝共訳 創元社 2009
- ヴィジョン・セミナー ユング 氏原寛他共訳 創元社 2011